# Neivamyrmex melanocephalum
Neivamyrmex melanocephalum é uma espécie de formiga do gênero Neivamyrmex.